# Église Saint-Quentin (Allouville-Bellefosse)
Pour les articles homonymes, voir Église Saint-Quentin.
L’église Saint-Quentin d'Allouville est une église française située sur la commune d'Allouville-Bellefosse en Seine-Maritime.

## Situation
L'église Saint-Quentin est située dans le centre de la commune d'Allouville-Bellefosse en Seine-Maritime (Normandie).

## Histoire
Une première église est mentionnée dès le XIIIe siècle dans le bourg d'Allouville, mais elle est détruite par des guerres.
L'édifice actuel date du début XVIe siècle, avec la construction de la nef (le chœur porte l'inscription 1538).
L'église a été refaite en partie au XVIIIe siècle, le clocher date de 1769.
Le site est classé en 1932.

## Architecture
L'église est de plan allongée à un seul vaisseau, avec un chevet circulaire. La nef a cinq travées et ses baies sont en arc brisé, ce qui en fait une église typique de l'architecture gothique.
Elle possède un clocher porche datant de 1769, dont le toit est polygonal.
L'église est construite à partir de matériaux locaux : briques, pierres, calcaire ou encore ardoise pour le toit.

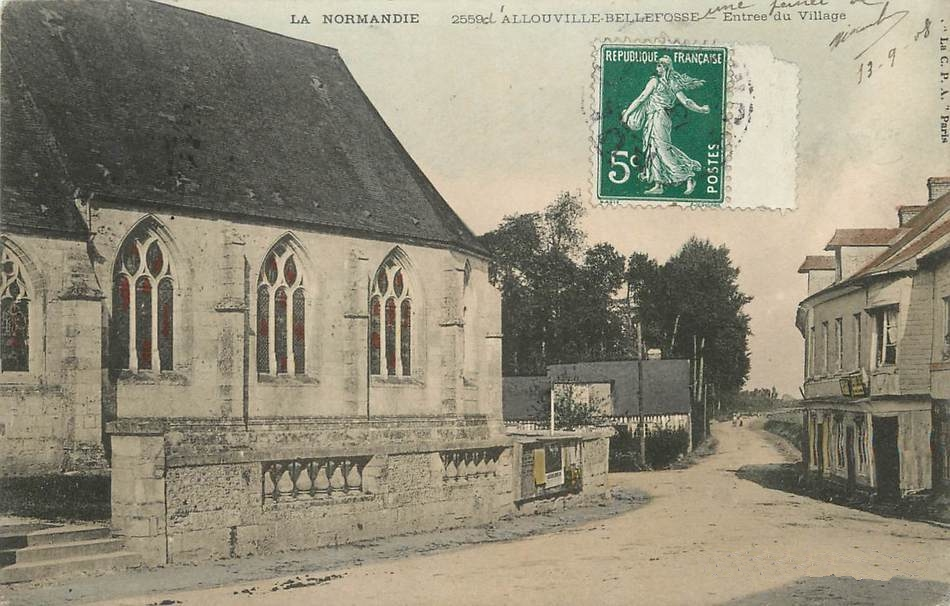
Carte postale de l'église

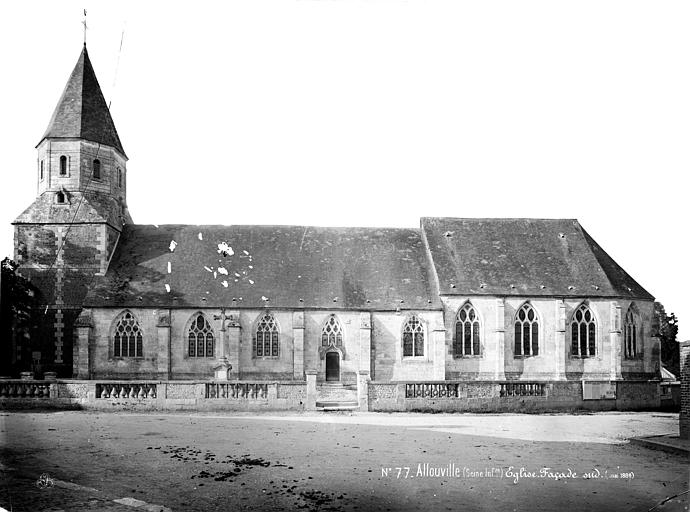
Vue de la façade Sud de l'Eglise (photo datant de la fin du XIX)

## Mobilier

### Vitraux
L'édifice est éclairé par 18 verrières réalisées vers le 2e quart du XVIe siècle qui ont été très complétées et restaurées par Bergeot en 1885.
Sur ces vitraux, sont représentées diverses scènes religieuses ou divers motifs, dont 9 sont recensées sur la base Palissy du patrimoine mobilier : 
- Verrière du Christ au jardin des oliviers : on y voit Saint-Pierre, deux personnages ainsi qu'un apôtre endormi[4].
- Verrière comportant trois lancettes où est représenté la cène, durant laquelle les apôtres sont à table avec le Christ, ainsi qu'un tympan (partie supérieure du vitrail) où l'on peut voir l'agonie du Christ[5].
- Verrière de l'Arbre de Jessé, réalisée vers 1540-1550 sur une donation de la famille de Recusson, seigneurs d'Allouville. On y voit un grand personnage sur la gauche, et un roi sur un trône entouré de plusieurs personnages sur la droite[6].
- Verrière comportant trois lancettes où figure un Arbre de Jessé avec à chaque branche des personnages richement vêtus, et dans la partie principale la Vierge à l'Enfant, ainsi qu'un tympan (partie supérieure du vitrail) sur lequel on peut voir des scènes de la vie de Saint Quentin[7].
- Verrière de Dieu le père, accompagné d'un ange et d'un instrument de musique ainsi qu'une femme en buste[8].
- Verrière des vertus : Représentation de Sainte Geneviève, accompagnées des vertus théologales (espérance, force, charité)[9].
- Verrière du Père éternel, couronné, richement vêtu et tenant le globe dans sa main gauche, accompagné en-dessous par des anges en prières et des anges musiciens[10].
- Verrière du jugement dernier : Représentations de Putti avec des éléments décoratifs mi-végétaux mi-animaux[11].
- Verrière comportant dans sa partie supérieure le Père éternel, au-dessus du Jugement dernier et d'anges musiciens ; dans sa partie médiane, une représentation de l'Enfer, saint Michel terrassant le dragon et la résurrection des corps ; enfin, dans la partie inférieure des anges[12].

### Sépulture
Une dalle funéraire datant de 1544 où repose Guillaume Dieu est située dans la partie Nord-Ouest de l'édifice.

### Autre mobilier

#### Chaire
L'église possède une chaire dans la nef. 

#### Aigle-lutrin
Un aigle-lutrin datant du XVIIe siècle pour l'aigle et du XIXe siècle pour le piètement.

#### Coffre de mariage
Datant du XVIIe siècle, un coffre de mariage en bois est présent dans l'édifice. Il est richement orné de motifs végétaux, avec la présence de quatre personnages cariatides qui portent des corbeilles de fruits ainsi qu'une scène courtoise au centre du meuble représentant un personnage masculin tendant la main à un personnage féminin.

## Autour de l'église

### Calvaire
Le calvaire date de 1875.

### Chêne d'Allouville
| - Monument aux morts de la commune - Croix du cimetière - Chêne d'Allouville-Bellefosse |